# Montezuma (Nuovo Messico)
Montezuma è una comunità non incorporata degli Stati Uniti d'America della contea di San Miguel nello Stato del Nuovo Messico. Si trova circa cinque miglia a nord-ovest della città di Las Vegas (Nuovo Messico).
La cittadina era nota per molti anni per le sue sorgenti termali naturali ed era infatti chiamata "Los Ojos Calientes" o "Las Vegas Hot Springs" fino alla fine del XIX secolo.
La cittadina è costituita da ranch, un ufficio postale e dall'United World College-USA.

## Storia
Nella preistoria, i nativi americani valutarono le sorgenti calde e li consideravano terapeutiche. Secondo The Montezuma (New Mexico) Story, il sito venne inizialmente commercializzato nel 1840, quando un uomo di nome McDonald fece una petizione al governo messicano per la terra, alla fine gli fu concessa sulla condizione di diventare un cittadino messicano. Quindi costruì un'abitazione dalle sorgenti calde e fece pagare per l'ammissione alle sorgenti. Nel 1846, dopo che il territorio del Nuovo Messico fu conquistato dall'esercito statunitense e portato dal Messico, un ospedale militare fu costruito vicino alle sorgenti termali. Questo venne convertito in un hotel nel 1862 e sostituito da un edificio in pietra nel 1879. Questo era originariamente chiamato "Hot Springs Hotel" ed ora è chiamato "il vecchio hotel in pietra". Jesse James è tra i visitatori che sono rimasti lì. Questo edificio rimane esistente ed è utilizzato come edificio amministrativo dall'United World College-USA.
Nel 1881 e nel 1882, la Atchison, Topeka and Santa Fe Railway costruì il primo di tre grandi hotel nel sito, eseguendo una nuova ferrovia a piccole dimensioni al sito e rinominando la città "Montezuma". Quando il loro hotel bruciò, venne sostituito da uno in pietra molto più grande. La sostituzione finale, costruita nel 1886, è ancora in piedi, ed è designata come "tesoro nazionale".
La società ferroviaria pubblicò libri sulla comunità nel 1898 e nel 1900; il testo del 1900 nota che "il Montezuma Hotel è una bella struttura a quattro piani in stile chateau, costruita con arenaria rossa e ardesia rossa e si trova sul lato nord delle Gallinas dove il cañon si allarga in un piccolo anfiteatro, circa cento i piedi sopra il letto del fiume e regalando una vista attraente sui pendii in pino delle colline circostanti, e una splendida vista attraverso la foce del cañon attraverso le pianure e le mura al crinale della foresta scura, a trenta miglia di distanza sull'orizzonte sud-occidentale. dell'anfiteatro è occupato da un grazioso prato di diversi acri, con un rigoglioso terreno erboso, pini originali, sedili, letti a fiori e campi da tennis e croquet, mentre il ripido pendio fino all'hotel è parcheggiato in maniera assolutamente con unità di avvolgimento e passeggiate" Le tariffe al momento erano da $2.50 a $4.00 al giorno e da $52 ad $80 al mese, con sconti disponibili in varie circostanze. Il libro raccomandava particolarmente l'hotel per coloro che soffrono di tubercolosi. Il libro del 1898 era ancora più forte nelle sue raccomandazioni, chiamandolo "il villaggio più desiderabile al mondo per coloro che sono affetti da qualsiasi forma di malattia polmonare o alla gola". Il testo continua a suggerire che il Nuovo Messico settentrionale sarebbe palliativo per tutti i malati tranne quelli con malattie cardiache "avanzate" che avrebbero sofferto dall'altitudine. "Anche i disturbi immaginari lasciano la strada prima che forze così potenti per il bene".
L'hotel venne chiuso nel 1903 e subito dopo, le alluvioni spazzarono via la vasca da bagno. La società della Atchison, Topeka and Santa Fe Railway tenne la proprietà per diversi anni, poi lo trasferì alla YMCA per $1 e la YMCA lo vendette alla chiesa battista per l'uso come collegio. Questa istituzione fu mantenuta dal 1923 al 1932, dopo di che la chiesa battista permise una serie di sforzi imprenditoriali da lanciare nell'edificio, ma tutti senza successo. La proprietà venne venduta alla chiesa cattolica e dal 1937 al 1972 serviva come luogo di allenamento per i sacerdoti messicani.